# ワン・ビンナ
ワン・ビンナ（왕빛나、1981年4月15日 - ）は、韓国の女優。

## 出演作品

### テレビドラマ
- 愛は誰でもひとつ（朝鮮語版）（2000年、MBC）
- 継母（朝鮮語版）（2001年-2002年、KBS）
- 雪だるま（2003年、MBC）- イ・スジン役[3]
- 彼女は最高（朝鮮語版）（2003年-2004年、KBS）
- 新･若草物語（朝鮮語版）（2004年、SBS）
- ベスト劇場（朝鮮語版）- 君だけのために（朝鮮語版）（2004年、MBC）
- 愛・共感（朝鮮語版）（2005年、SBS）- ナリ役[4]
- 神様、お願い（2005年-2006年、SBS）- カン・イェリ役[5]
- 愛しのおバカちゃん（朝鮮語版）（2006年、SBS）- チョン・スンヘ役[6]
- ファン・ジニ（2006年、KBS）- プヨン役[7]
- 雪の花（朝鮮語版）（2006年、SBS）- 特別出演[8]
- メリー＆テグ 恋のから騒ぎ（朝鮮語版）（2007年、MBC）- イ・ソラン役[9]
- ママはシンデレラ（朝鮮語版）（2007年、SBS）- イ・ジニ役[10]
- チュンジャさん!〜恋のお祭り騒ぎ〜（朝鮮語版）（2008年、MBC）- イ・ジュリ役[11]
- 恋愛マニュアル〜まだ結婚したい女（2010年、MBC）- キム・ブギ役[12]
- 鉄の王 キム・スロ（2010年、MBC）- アロ役[13]
- 天使の報酬～愛と野望の果てに～（朝鮮語版）（2011年、MBC）- オ・ギョンジュ役[14]
- 深夜病院～傷だらけの復讐～（朝鮮語版）（2011年、MBC）- ハン・ジェヒ役[15]
- 愛もお金になりますか？（朝鮮語版）（2012年、MBN）- ホン・ミミ役[16]
- 欲望の仮面（朝鮮語版）（2012年、SBS）- カン・チェリン役[17]
- マイ・ラブリー・ブラザーズ（朝鮮語版）（2012年-2013年、MBC）- セラ役(特別出演)[18]
- ウララ・カップル（朝鮮語版）（2012年、KBS）- ジンスク役(特別出演)[19]
- おバカちゃん注意報～ありったけの愛～（朝鮮語版）（2013年、SBS）- 担任の先生役(特別出演)[20]
- 二人の女の部屋（朝鮮語版）（2013年-2014年、SBS）- ウン・ヒス役[21]
- ずる賢いバツイチの恋（朝鮮語版、英語版）（2014年、MBC）- 次官の娘役(特別出演)[22]
- 妻のスキャンダル - 風が吹く（2014年、TV朝鮮）- 妻役[23]
- ヒーラー〜最高の恋人〜（2014年-2015年、KBS）- オ・ソンジョン役(特別出演)[24]
- ドキドキ再婚ロマンス〜子どもが5人!?〜（朝鮮語版、英語版）（2016年、KBS）- カン・ソヨン役[25]
- ウチに住むオトコ（朝鮮語版）（2016年、KBS）- ユ・シウン役[26]
- 漆黒の四重奏＜カルテット＞（朝鮮語版）（2016年-2017年、KBS）- ペク・ミニ役[27]
- 人形の家～偽りの絆～（朝鮮語版）（2018年、KBS）- ウン・ギョンヘ役[28]
- 悲しくて、愛（2019年、MBC）- チュ・ヘラ役[29]
- 黄金の庭～奪われた運命～（朝鮮語版）（2019年、MBC）- トークショー『ハッピーレディー』のMC(司会者)役(特別出演)[30]
- 風と雲と雨（2020年、TV朝鮮）- バンダル役(特別出演)[31]
- 学校奇談 - 応報（2020年、TV朝鮮）- ユ・ジョンヘ役[32]
- 先輩、その口紅塗らないで（2021年、JTBC）- チェ・ジスン役[33]
- 王女ピョンガン 月が浮かぶ川（2021年、KBS）- チン王妃(チン・ジャギョン)役[34][35]
- 紳士とお嬢さん（2021年-2022年、KBS）- チャン・グッキ役[36]
- JTBCドラマフェスタ（朝鮮語版） - 不幸を生きる女（2022年、JTBC）- チャ・ソンジュ役[37]
- 三姉弟が勇敢に〜恋するオトナたち〜（朝鮮語版）（2022年、KBS）- チャン・ヒョンジョン役[38]
- コクドゥの季節（2023年、MBC）- ハン・ケジョルの母役[39]

## 受賞歴
- SBS演技大賞(2007年、2013年) - ニュースター賞(2007)、最優秀演技賞(2013)